# Trinkesta
Trinkesta är en gård i Blacksta socken, Flens kommun.
Trinkesta omtalas i dokument första gången 1355 då Gustav Birgersson (Sparre av Hjulsta och Ängsö) på räfsteting tilldömdes jord i Trinkesta som han bytt till sig av Henrik, abbot i Julita kloster. Han hade redan 1343 bytt sig en jord kallad "kyrkåttingen", som av allt att döma senare inlemmats i Trinkesta. Gården kallas då Drykkiæstum (1378 "in Driasthum", 1385 "i Drykkistom", 1481 "i Druckestade"). Den tyska formen Trinkesta slår igenom på 1500-talet. Karl Knutsson (Gera) stadfäste 1481 ett jordbyte som gjorde Trinkesta till prästgård i Blacksta socken.
Av namnet att döma är dock gården forntida. Vid sprängningar på ägorna på 1870-talet påträffades en vikingatida silverskatt. Vid gården stod även den nu försvunna runstenen Södermanlands runinskrifter 57. När Blacksta och Vadsbro pastorat 1920 fick endast en präst, flyttade kyrkoherden en tid till stationssamhället i Vadsbro, innan det nya kyrkoherdebostället Svenhem stod färdigt 1922.